# Antoni Domeyko
Antoni Domeyko herbu Dołęga – buńczuczny Buławy Wielkiej Litewskiej w 1793 roku, poseł z powiatu kowieńskiego na sejm grodzieński (1793), konsyliarz konfederacji targowickiej powiatu kowieńskiego, członek konfederacji grodzieńskiej 1793 roku, rotmistrz kowieński w 1786 roku, mostowniczy kowieński w 1787 roku, deputat powiatu kowieńskiego na Trybunał Główny Wielkiego Księstwa Litewskiego kadencji wileńskiej w 1784/1785 roku.
Wyznaczony przez konfederację targowicką do sądów ulitimae instantiae Wielkiego Księstwa Litewskiego w 1793 roku.